# Felicitas Pauss

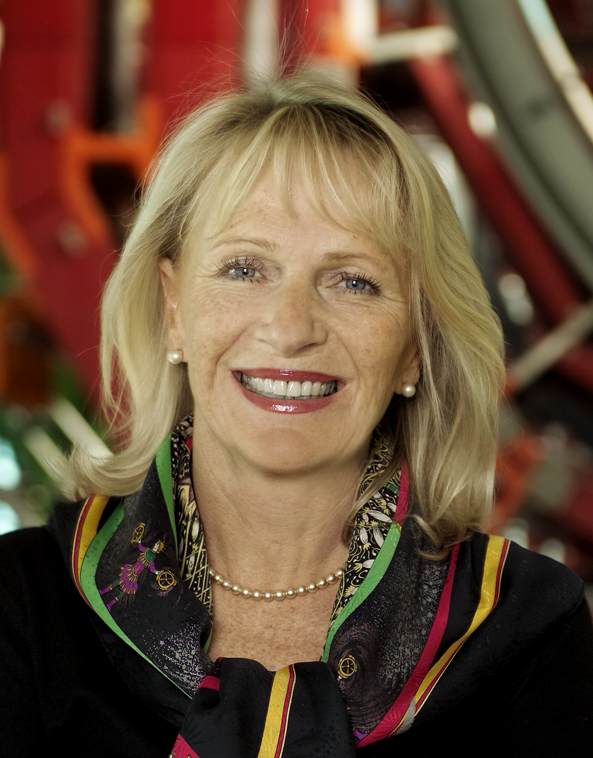
Felicitas Pauss (2004)

Felicitas Pauss (* 26. März 1951 in Vorau, Steiermark) ist eine österreichische Physikerin. Die ordentliche Professorin für experimentelle Teilchenphysik am Institut für Teilchenphysik (IPP) der ETH Zürich emeritierte 2016. Ihre Forschungsaktivitäten konzentrieren sich auf zwei Hauptforschungsgebiete: Teilchenphysik bei höchsten Energien an Teilchenbeschleunigern und Astroteilchenphysik. Sie erforscht fundamentale offene Fragen zur Struktur des Universums und den zugrundeliegenden Mechanismen, die seine Evolution bestimmt haben.

## Leben und Wirken
Felicitas Pauss promovierte 1976 in theoretischer Physik und Mathematik an der Universität Graz (Österreich). Anschliessend nahm sie eine Stelle am Max-Planck-Institut für Physik in München (Deutschland) an, wo sie zur experimentellen Teilchenphysik wechselte. Sie setzte ihre Forschung an der Cornell-Universität (USA) und am CERN (Genf, Schweiz) fort, bevor sie 1993 zur Professorin an der ETH Zürich gewählt wurde, wo sie von 1997 bis 2007 das Institut für Teilchenphysik leitete. Von Januar 2009 bis März 2013 war sie für die internationalen Beziehungen des CERN zuständig. Im April 2013 nahm sie wieder ihre Tätigkeit an der ETH auf und übernahm die Funktion der Beraterin des ETH-Präsidenten für internationale Angelegenheiten. Im Juni 2013 wurde sie zur Präsidentin der Konferenz des Lehrkörpers (KdL) der ETH Zürich gewählt, ein Amt, das sie bis zu ihrer Pensionierung innehatte. Von 2014 bis 2019 war sie zunächst Vizepräsidentin und dann Präsidentin a. i. des Stiftungsrates des Schweizerischen Nationalfonds.
Felicitas Pauss ist seit den frühen 1990er Jahren Mitglied der Compact Muon Solenoid (CMS) Kollaboration am CERN Large Hadron Collider (LHC). Sie übernahm  Managementaufgaben in CMS, einem der beiden großen Experimente am LHC und war massgeblich involviert im Design und der Konstruktion des CMS Detektors, mit einer führenden Rolle im Bau des Kristall Kalorimeters. Nachdem sie 1983 an der Entdeckung der W- und Z-Bosonen beteiligt war (UA1-Kollaboration, Nobelpreis für Physik 1984 an Carlo Rubbia, Sprecher von UA1), war ein weiterer Höhepunkt ihrer Karriere die Entdeckung des Higgs-Bosons mit CMS im Jahr 2012. Diese Entdeckung wurde als wichtige experimentelle Grundlage für den Physik-Nobelpreis 2013 anerkannt (François Englert und Peter Higgs).
Im Jahr 2003 begann Felicitas Pauss an der ETH Zürich ein neues Forschungsgebiet: der Nachweis von sehr hochenergetischen Gamma-Strahlen aus galaktischen und extragalaktischen Quellen mit dem Cherenkov MAGIC-Teleskope (in La Palma, Spanien). Darüber hinaus wurde von ihrer Gruppe 2011 erstmals ein neuartiges Kamera-Konzept auf Basis von Silizium-Photomultiplier (SiPM) mit zugehöriger Ausleseelektronik erfolgreich betrieben (FACT). Dieser Erfolg hatte einen wichtigen Einfluss auf das Design zukünftiger Teleskope für das Cherenkov Telescope Array (CTA), die nächste Generation von sehr hochenergetischen Gamma-Strahlen Observatorien.
Bis September 2024 hat Felicitas Pauss ca. 1'900 wissenschaftliche Arbeiten (INSPIRES-HEP) veröffentlicht, mit mehr als 230'000 Zitationen (h-index = 208); sie ist Co-Autorin von 37 renommierten Arbeiten (mehr als 500 Zitationen, mit 5 Arbeiten mehr als 2’500 Zitationen). Felicitas Pauss hielt mehr als 470 Vorträge auf internationalen Konferenzen, Kolloquien und Seminaren sowie Vorträge für Regierungsvertreter, Förderorganisationen und die allgemeine Öffentlichkeit. Felicitas Pauss hat in zahlreichen nationalen und internationalen wissenschaftlichen Beiräten sowie in internationalen Panels mitgewirkt.

## Auszeichnungen und leitende Mitgliedschaften (Auswahl)
- 2003: Großes Ehrenzeichen des Landes Steiermark[3]
- 2008: Deutsche Akademie der Naturforscher Leopoldina, gewähltes Mitglied (DE)
- 2009: ‘Österreichische Ehrenkreuz für Wissenschaft und Kunst I. Klasse’ der Republik Österreich[4]
- 2012: Erna Hamburger Prize der EPFL-WISH Foundation (CH)[5]
- 2013: Vorstandsmitglied der Akademie der Naturwissenschaften Schweiz
- 2013: European Physical Society's High Energy and Particle Physics Prize awarded to the ATLAS and CMS collaborations
- 2014: Vizepräsidentin des Stiftungsrates des Schweizerischen Nationalfonds
- 2014: Ehrendoktorat der Technischen Universität Wien[6]
- 2016: Mitglied der Europäischen Akademie der Wissenschaften und Künste
- 2017: Chaim Weizmann Lectureship, Universität Freiburg (CH)
- 2017: Richard-Ernst-Medaille der ETH Zürich

## Publikationen (Auswahl)
- Experimental Observation of Lepton Pairs of Invariant Mass Around 95 GeV/c**2 at the CERN SPS Collider, UA1 Collaboration, Phys.Lett.B 126 (1983) 398-410 (INSPIRE)

- Search for the standard model Higgs boson at LEP ALEPH, DELPHI, L3 and OPAL Collaborations at LEP, Phys.Lett.B 565 (2003) 61-75; e-Print: hep-ex/0306033

- Comparison between high-energy proton and charged pion induced damage in PbWO4 calorimeter crystals, P. Lecomte, D. Luckey, F. Nessi-Tedaldi, F. Pauss, D. Renker, Nuclear Instruments and Methods in Physics Research A 587 266–271 (2008); e-Print: 0709.4409

- The CMS electromagnetic calorimeter project : Technical Design Report, CMS Collaboration, CERN-LHCC-97-033, CMS-TDR-4

- The CMS Experiment at the CERN LHC, CMS Collaboration, JINST 3 (2008) S08004

- Observation of a New Boson at a Mass of 125 GeV with the CMS Experiment at the LHC, CMS Collaboration, Phys.Lett.B 716 (2012) 30-61; e-Print: 1207.7235

- Precise determination of the mass of the Higgs boson and tests of compatibility of its couplings with the standard model predictions using proton collisions at 7 and 8,  TeV CMS Collaboration, Eur.Phys.J.C 75 (2015) 5, 212; e-Print: 1412.8662 [hep-ex]

- Design and operation of FACT – the first G-APD Cherenkov telescope, FACT Collaboration, Journal of Instrumentation, Volume 8, June 2013, e-Print: 1304.1710

- Observation of pulsed gamma-rays above 25 GeV from the Crab pulsar with MAGIC, MAGIC Collaboration, Science 322 1221 (2008); doi:10.1126/science.1164718

- Very-High-Energy Gamma Rays from a Distant Quasar: How Transparent Is the Universe?, MAGIC Collaboration, Science 320 1752 (2008); doi:10.1126/science.1157087, e-Print: 0807.2822

- First Result from the Alpha Magnetic Spectrometer on the International Space Station: Precision Measurement of the Positron Fraction in Primary Cosmic Rays of 0.5–350 GeV, AMS Collaboration, Phys.Rev.Lett. 110 (2013) 141102; doi:10.1103/PhysRevLett.110.141102